# Koaxiales Relais

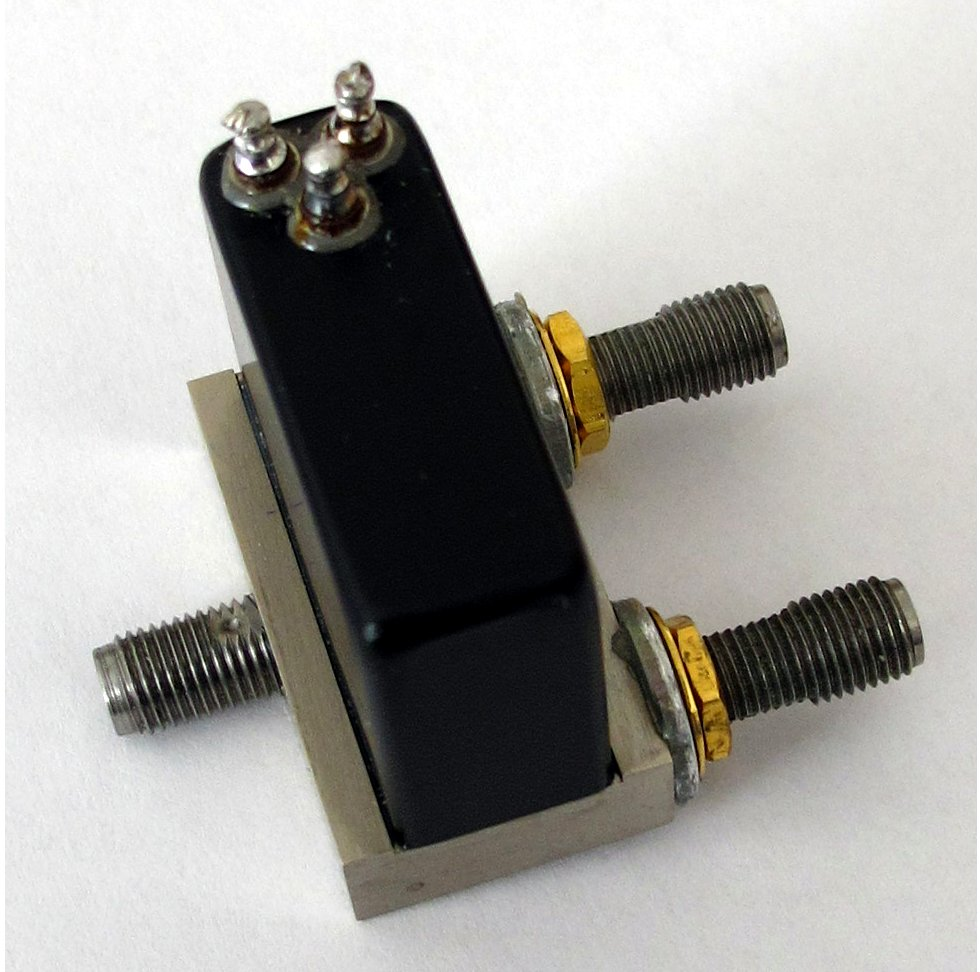
Hochfrequenzrelais mit koaxialen SMA-Anschlüssen

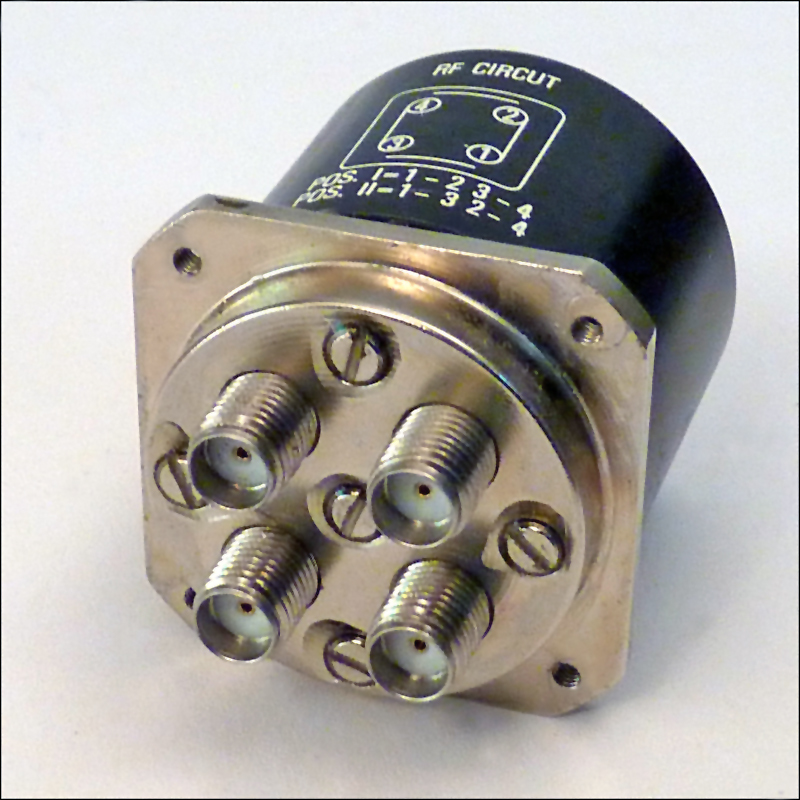
Hochfrequenzrelais

Elektromechanische koaxiale Relais werden in der Hochfrequenztechnik als Schalter verwendet. Koaxiale Relais sind für Frequenzen von 0 Hz bis 40 GHz verfügbar. Eine Alternative mit gleicher Funktion zum Umschalten von HF-Pfaden, aber ohne mechanisch bewegten Kontakten, stellen spezielle elektronische Schaltungen mit pin-Dioden (englisch pin switch) dar.
Bei der Eingangsleistung des Relais wird zwischen Hot-Switching und Cold-Switching unterschieden. Weiterhin muss unterschieden werden, ob die Leistung dauerhaft anliegt (Dauerstrichsignal), oder ob die Leistung nur kurzzeitig anliegt (gepulstes Signal).
Die Transmissionsverluste sind abhängig vom Skineffekt, der wiederum frequenzabhängig ist. Typische Werte für einen guten Schalter sind 0,2 dB bei 5 GHz, 0,5 dB bei 18 GHz und 1 dB bei 40 GHz.
Die Isolation beträgt mehr als 90 dB bei Frequenzen über 18 GHz und mehr als 50 dB bei 40 GHz.